# Dall-Schaf
Das Dall-Schaf oder Alaska-Schneeschaf (Ovis dalli) ist eine Art der Schafe, die im nordwestlichen Nordamerika lebt. Es ist zu Ehren des US-amerikanischen Naturforschers William Healey Dall benannt.

## Merkmale
Dall-Schafe erreichen eine Kopfrumpflänge von 1,3 bis 1,8 Metern, der Schwanz ist mit 7 bis 11 Zentimetern sehr kurz. Mit 70 bis 110 Kilogramm sind Männchen deutlich schwerer als Weibchen, die nur etwa 50 Kilogramm erreichen. Die Fellfärbung variiert nach Unterart: Bei O. d. dalli ist es meist reinweiß gefärbt, einzelne Tiere können aber einen schwarzen Schwanz oder graue Flecken am Rücken haben. O. d. stonei hingegen ist graubraun oder schieferbraun gefärbt, der Bauch und die Hinterseiten der Beine ist schwarz. Im Winter wird das Fell ausgesprochen dicht und lang.
Beide Geschlechter tragen Hörner, diese sind jedoch deutlich dünner als beim Dickhornschaf. Die Hörner der Weibchen sind dünn und ragen nach hinten, die der Männchen sind deutlich schwerer und größer und drehen sich mit der Zeit ein.

## Verbreitung und Lebensraum

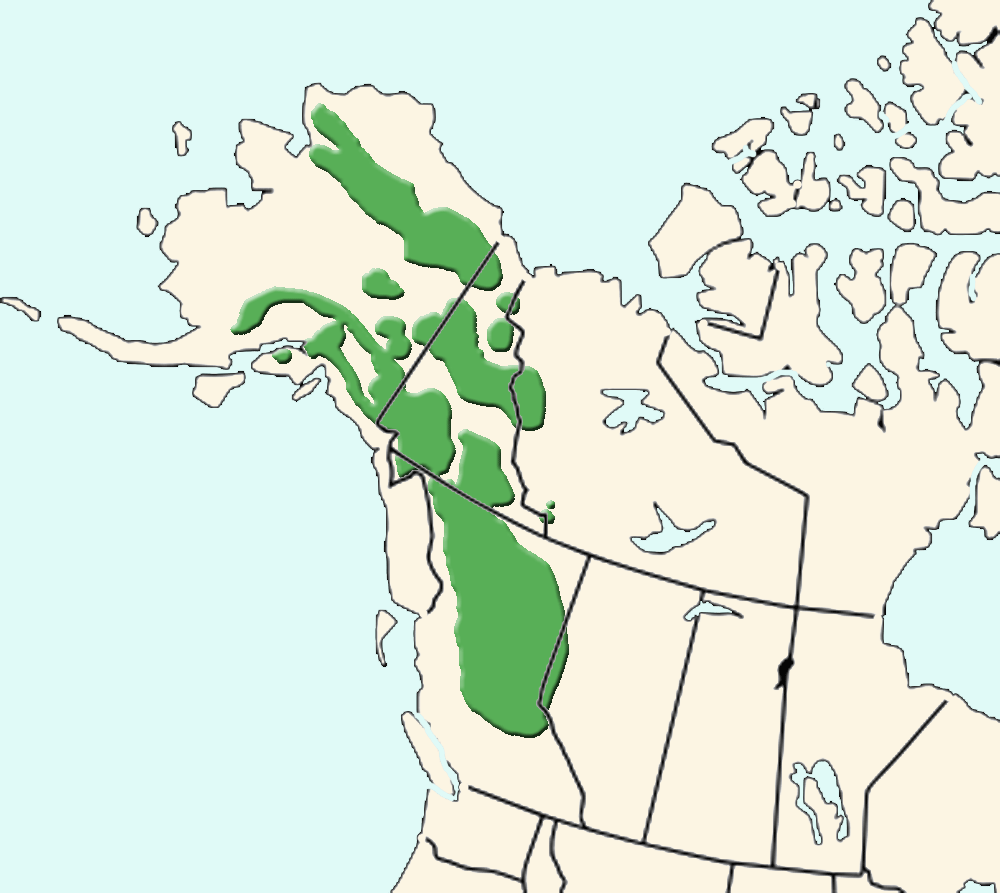
Verbreitungsgebiet des Dall-Schafs

Dall-Schafe leben in Alaska und dem westlichen Kanada. In Alaska bewohnen sie die Gebirgsregionen in den nördlichen, östlichen und südöstlichen Landesteilen. In Kanada kommen sie im Yukon-Territorium, im Westen der Nordwest-Territorien sowie im nördlichen British Columbia vor. Die dunkle Unterart O. d. stonei lebt im Süden des Yukon-Territoriums und in Teilen British-Columbias, die helle Unterart O. d. dalli in den übrigen Teilen des Verbreitungsgebietes.
Dall-Schafe sind vorrangig Gebirgsbewohner, die felsige Graslandschaften bevorzugen. Die meisten Populationen wandern im Winter in tiefergelegene Gebiete ab.

## Lebensweise und Ernährung
Dall-Schafe haben ein gut entwickeltes Sozialsystem. Die Weibchen leben in Gruppen mit anderen Weibchen und Jungtieren, sie verhalten sich anderen Weibchen gegenüber meist friedlich. Lediglich bei Konflikten um Futter- oder Schlafplätze kann es gelegentlich zu Auseinandersetzungen kommen. Die Männchen leben ebenfalls in Gruppen, die außerhalb der Paarungszeit nicht mit den Weibchen in Kontakt kommen. Innerhalb der Männchengruppen etablieren sie eine Rangordnung, die hauptsächlich durch die Größe der Hörner bestimmt wird. Häufig wird die Dominanz ohne Kampf bestimmt, aber wenn die Männchen annähernd gleich große Hörner haben, kommt es zu einer Auseinandersetzung. Dabei gehen die Tiere mit gesenktem Kopf aufeinander los und stoßen oft aus 10 bis 12 Metern Entfernung zusammen. Dabei kommt es aufgrund des verdickten Schädels selten zu Verletzungen.
Dall-Schafe sind Pflanzenfresser. Im Sommer nehmen sie vorrangig Gräser und Kräuter zu sich, im Winter machen Flechten und Moose einen Teil der Nahrung aus.

## Fortpflanzung

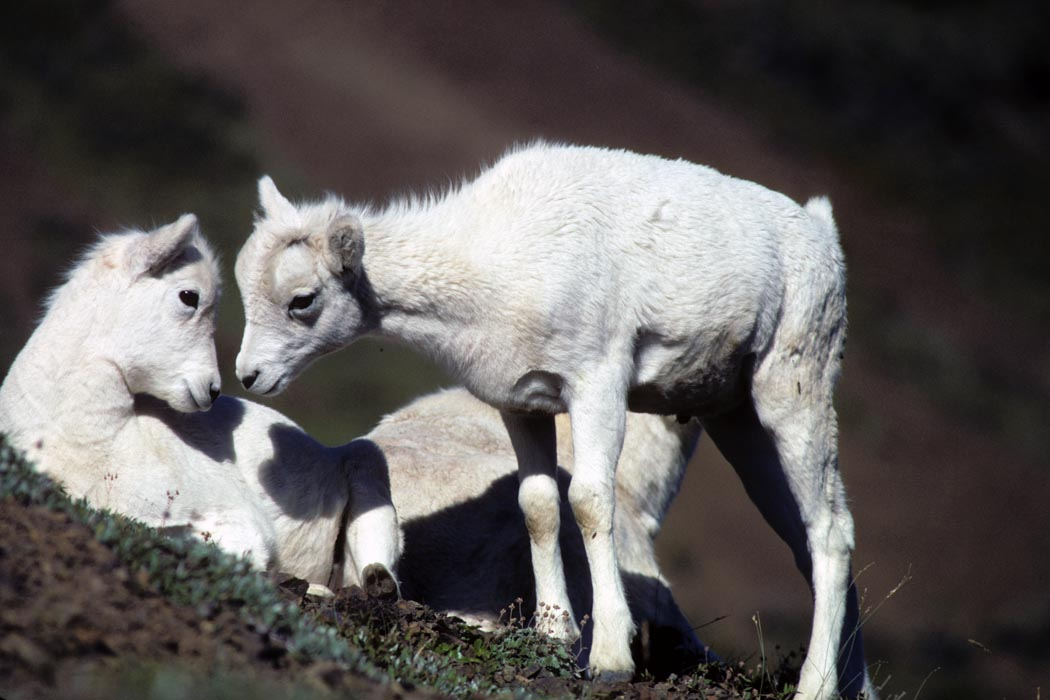
Zwei Jungtiere

Beim Eintreten der Paarungszeit nähern sich die Männchen den Weibchengruppen an. Höherrangige Männchen genießen meist das Paarungsvorrecht, oftmals werden die Kämpfe zwischen den Männchen aber heftiger. Nach einer knapp sechsmonatigen Tragzeit bringt das Weibchen im Mai oder Juni meist ein einzelnes Jungtier zur Welt. Bereits nach zwei Wochen kann dieses erstmals feste Nahrung zu sich nehmen, mit drei bis fünf Monaten wird es entwöhnt. Weibchen werden mit 2,5 Jahren geschlechtsreif und werfen mit drei oder vier Jahren erstmals, Männchen pflanzen sich aufgrund des Sozialsystems erst mit 5 bis 7 Jahren erstmals fort.

## Bedrohungen
Widrige Witterungsbedingungen und karges Nahrungsangebot führen insbesondere bei vielen Jungtieren zum Tod, hinzu kommen die Gefahren durch Abstürze und Lawinen. Natürliche Feinde der Dallschafe sind Wölfe, Grizzly- und Schwarzbären, Kanadische Luchse, Vielfraße, Kojoten und Steinadler.

## Jagd
Schon die indigenen Völker jagten die Dall-Schafe wegen ihres Fleisches und üben diese Praxis in geringem Ausmaß auch heute noch aus. Die Jagd ist unter Kontrolle des staatlichen Wildtiermanagement wie dem United States Fish and Wildlife Service in den USA und Nonprofitorganisationen wie der Canadian Wildlife Federation in Kanada. Insgesamt ist die Art laut IUCN nicht bedroht.

## Systematik

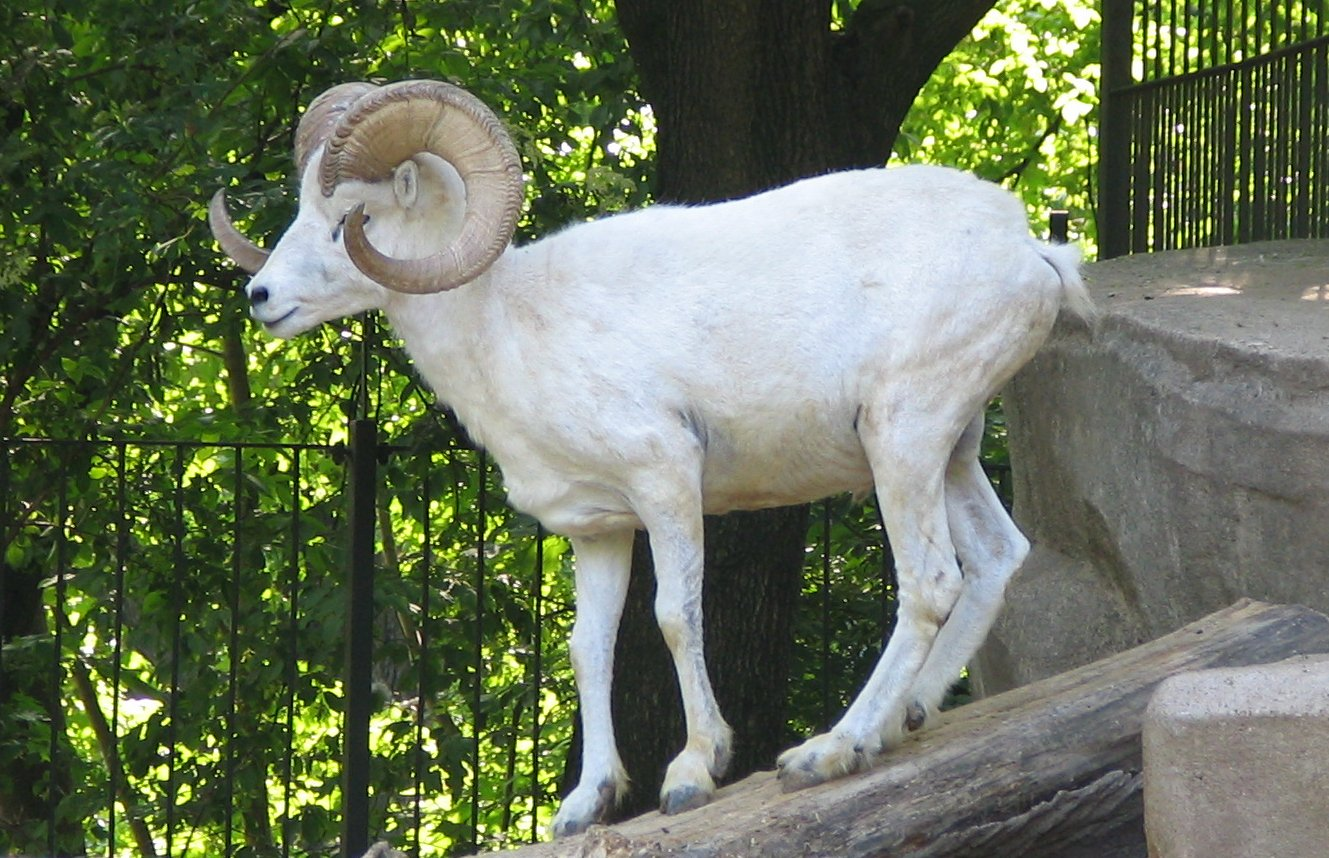
Männchen

Das Dall-Schaf ist eine der fünf Arten aus der Gattung der Schafe (Ovis). Nahe ist es mit dem ebenfalls in Nordamerika lebenden Dickhornschaf und dem sibirischen Schneeschaf verwandt, mit denen es die canadensis-Gruppe bildet.
Wie oben erwähnt, werden zwei Unterarten unterschieden, die hellere O. d. dalli und die dunklere O. d. stonei. Früher wurden auch die Tiere der Kenai-Halbinsel als eigene Unterart gelistet (O. d. kenaiensis), meist zählen diese Schafe jedoch zu O. d. dalli.

### Belege
1. ↑  Beolens, Watkins & Grayson: The Eponym Dictionary of Mammals. Johns Hopkins University Press, Baltimore 2009, ISBN 978-0-8018-9304-9, S. 96 (Dall).